# Бартош Кволек
Бартош Кволек (пол. Bartosz Kwolek; нар. 17 липня 1997, Плоцьк) — польський волейболіст, догравальник, гравець клубу польської Плюс Ліги «Алюрон Варта» (Заверці). Чемпіон світу 2018 року у складі національної збірної Польщі.

## Життєпис
Народився 17 липня 1997 року в Плоцьку. 
Вихованець академії талантів клубу «Ястшембський Венґель» (Ястшембе-Здруй), у команді якого виступав у віці кадетів, юніорів (зокрема, у 2013—2014 роках). Після цього грав у ШСМ ПСВ Спала (SMS PZPS Spała, Спала, 2014—2016). Із сезону 2016—2017 почав свою дорослу кар'єру, захищаючи барви польського столичного клубу, який кілька разів за цей час змінював назви:  2016–2017 — ОНІКО АЗС Варшавська Політехніка, 2017–2019 — ОНІКО Варшава (ONICO Warszawa), 2019—2021 — Верва Варшава Орлен Паліва (Verva Warszawa Orlen Paliwa), 2021—2022 — Проєкт. Влітку 2022 року перейшов до клубу польської Плюс Ліги «Алюрон Варта» (Заверці).

### Досягнення
У збірній
- чемпіон світу 2018[3],
- чемпіон Європи U20 (2016[4], у фіналі здолали збірну України на чолі з Олегом Плотницьким[5]),
- чемпіон світу U21 (2017)[6].

Клубні
- володар Кубка Польщі 2024.

Індивідуальні
- найкращий гравець чемпіонату світу U19: 2015[7]